# Politischer Quietismus
Politischer Quietismus oder quietistischer Islam (von lateinisch quietus, „ruhig“, „schweigsam“)  beschreibt jene Strömung des islamischen Klerus, insbesondere der Schia, die eine aktive Beteiligung der Geistlichkeit in der Politik ablehnt. Der Quietismus sieht die Rolle der Geistlichkeit in einer die politische Führung beratenden Funktion statt in der Übernahme von Führungspositionen. Da nach Ansicht der Vertreter des politischen Quietismus ein islamischer Staat erst mit dem Wiederauftauchen des zwölften Imam entstehen kann, befürworten sie keinen Laizismus. Dieser steht für die Trennung von Religion und Staat. Vielmehr hat sich nach Ansicht der Vertreter des politischen Quietismus die politische Führung bei ihrem Handeln islamkonform zu verhalten.

## Vertreter
Führende Vertreter dieser Strömung sind der letzte allgemein anerkannte Mardschaʿ-e Taghlid, der 1961 verstorbene Großajatollah Hossein Borudscherdi, sowie der heutige Großajatollah des Irak, Ali Sistani. 1949, nach dem Attentat auf Schah Mohammad Reza Pahlavi, und nachdem Borudscherdi als absolute Instanz (oder auch: „Quelle der Nachahmung“) von allen schiitischen Großajatollahs anerkannt worden war, berief er mehr als 2.000 Religionsgelehrte zu einem Kongress nach Ghom in Iran, um dort die quietistische Tradition der schiitischen Geistlichkeit anzumahnen und zu erneuern. Borudscherdi verlangte von seinem Schüler Ruhollah Chomeini politische Zurückhaltung.

## Marginalität
Nach Boroudscherdis Tod verlor die quietistische Position zugunsten des von dem Ajatollah Chomeini propagierten islamischen Staats, in dem der Geistlichkeit die aktive politische Führungsrolle zugesprochen wird, an Einfluss. Die Gegenposition zum quietistischen Islam wird von dem Orientalisten Bernard Lewis als aktivistischer Islam (activist Islam) bezeichnet.

## Außerhalb des Irans
Die Trennung der geistlichen von weltlicher Herrschaft ist in der türkischen Verfassung von 1924 des Mustafa Kemal Atatürk am weitesten verwirklicht, in Saudi-Arabien hingegen wird der Koran als Verfassung betrachtet.

## Zitat
Hossein Borudscherdi wird anlässlich des Sturzes von Mohammad Mossadegh im Jahr 1953 folgendes Zitat zugeschrieben: 

„Wir, die Geistlichkeit, sollen einen islamischen Staat gründen? [...] Wir wären hundertmal größere Verbrecher als die, die jetzt an der Macht sind.“